# Al Hilal Al Sahili Sport & Cultural Club
Pour les articles homonymes, voir Al Hilal.
Maillots
Le Al Hilal Al Sahili Sport & Cultural Club (en arabe : نادي الهلال الساحلي الرياضي الثقافي), plus couramment abrégé en Al Hilal, est un club yéménite de football fondé en 1971 et basé à al-Hodeïda.

## Palmarès
| \| - Championnat du Yémen (2) : - Champion : 2008 et 2008-09. - Coupe du Yémen (2) : - Vainqueur : 2005 et 2008. - Finaliste : 2006 et 2007. \| \| - Supercoupe du Yémen : - Finaliste : 2008 et 2009. \| |  |                                                     |
| - Championnat du Yémen (2) : - Champion : 2008 et 2008-09. - Coupe du Yémen (2) : - Vainqueur : 2005 et 2008. - Finaliste : 2006 et 2007.                                                                 |  | - Supercoupe du Yémen : - Finaliste : 2008 et 2009. |